# Come si cambia '77-'87
Come si cambia '77-'87 è una raccolta di Fiorella Mannoia del 1992 pubblicata per la Dischi Ricordi (Catalogo: STVL 6445). I produttori della raccolta sono Mario Lavezzi, Beppe Cantarelli, Calycanthus, Piramide Azzurra, mentre gli arrangiatori sono Celso Valli, Mario Lavezzi, Beppe Cantarelli, Toto Torquati.

## Tracce
Lato A
1. Quello che le donne non dicono – 4:19 (Enrico Ruggeri e Luigi Schiavone; edizioni musicali Penelope, DDD)
2. Ti ruberò – 3:47 (testo: Oscar Avogadro – musica: Mario Lavezzi; edizioni musicali DDD, Sugar Music)
3. L'aiuola – 3:16 (testo: Mogol – musica: Mario Lavezzi; edizioni musicali ABR , Equipe, Avventura)
4. Alice – 3:43 (Francesco De Gregori; edizioni musicali BMG Ariola, It)
5. Momento delicato (feat. Mario Lavezzi) – 4:27 (testo: Mogol – musica: Mario Lavezzi; edizioni musicali ABR, Mascheroni, Equipe, Fun House)
6. Margherita – 4:22 (Riccardo Cocciante e Marco Luberti; edizioni musicali BMG Ariola, Delta)
7. Quand'eri tu la musica – 3:26 (testo: Oscar Avogadro – musica: Mario Lavezzi; edizioni musicali Mascheroni, ABR, Equipe)

Durata totale: 27:20
Lato B
1. Come si cambia – 3:52 (testo: Maurizio Piccoli – musica: Renato Pareti; edizioni musicali Equipe, Mascheroni)
2. Torneranno gli angeli – 3:28 (testo: Oscar Avogadro – musica: Mario Lavezzi; edizioni musicali Suvini Zerboni)
3. Il posto delle viole – 3:22 (testo: Oscar Avogadro – musica: Memmo Foresi; edizioni musicali Suvini Zerboni)
4. E muoviti un po' – 3:14 (testo: Oscar Avogadro – musica: Valerio Liboni e Roger Riccobono; edizioni musicali Suvini Zerboni, Come Il Vento, Calycanthus)
5. Caffè nero bollente – 4:25 (Mimmo Cavallo e Rosario De Cola; edizioni musicali Suvini Zerboni, Calycanthus)
6. Pierangelo Bertoli e Fiorella Mannoia – Pescatore – 4:09 (Marco Negri; edizioni musicali Di Lazzaro)
7. Piccolo – 4:16 (testo: Sergio Bardotti e Giampiero Scalamogna – musica: Ruggero Cini e Dario Farina; edizioni musicali Jubal , Piramide Azzurra)

Durata totale: 26:46